# Курлозький скарб
Курлозький скарб — бронзові речі XIV — XIII століття до н. е.. Назва походить від об'єднання слів «курячі» і «лози».

## Історія відкриття
Скарб був знайдений у 1960 році біля села Курячі Лози Кривоозерського району Миколаївської області під час земляних робіт на глибині 2,3 м в круглій ямі. Частина скарбу була розібрана тими, хто його знайшов, інша — кілька років зберігалася у місцевій школі і завдяки розумінню викладачів Ф. П. Підвисоцького і С. О. Панасюка, скарб був переданий в Миколаївський краєзнавчий музей (15 предметів) і в Інститут археології НАНУ (3 предмети).

## Загальний опис
Всього було знайдено 5 бронзових злитків і 18 готових бронзових виробів: чотирнадцять кельтів, два серпа, одне долото і одна бойова сокира). Серед них є речі, типологічно характерні для металообробних майстерень Трансильванського осередку бронзоливарного виробництва. На думку деяких дослідників, скарб може бути пов'язаним з мандрівними майстрами-бронзоливарниками Красномаяцького осередку металообробки сабатинівської культури пізньої бронзової доби, які жили в ті часи в Північному Причорномор'ї.